# Колычева (река)
Колычева — река на полуострове Камчатка в России.
Длина реки — 30 км. Впадает в реку Камчатка слева на расстоянии 611 км от устья.
По данным государственного водного реестра России относится к Анадыро-Колымскому бассейновому округу.
Основные притоки: Кувагдач и Левый Вызит.